# Альметьевский трубный завод
Альме́тьевский трубный завод — крупнейшее российское производственное предприятие, специализирующееся на выпуске стальных электросварных труб. Входит в состав Объединённой металлургической компании. Относится к трубным заводам «Большой восьмёрки». Находится в городе Альметьевске (Татарстан).

## О заводе
Специализация завода — стальные электросварные трубы диаметром от 17 до 219 мм с толщиной стенки от 1,5 до 8,0 мм. Также завод занимается нанесением высококачественного наружного полиэтиленового покрытия труб.
В июне 2012 года на Альметьевском трубном заводе введён в эксплуатацию новый высокопроизводительный стан 10-65 итальянской фирмы MTM. Инвестиции в этот проект составили 150 млн рублей. Итальянский стан мощностью до 50 000 тонн труб в год предназначен для изготовления круглых и профильных электросварных труб различных сечений с толщиной стенки от 1,5 до 4 мм, применяемых в машиностроении, строительном секторе, производстве мебели и ЖКХ.

## История завода
Датой рождения завода считается 1966 год, когда были введены в эксплуатацию два трубоэлектросварочных стана для изготовления спиральношовных газопроводных труб диаметром от 159 до 426 мм методом электродуговой сварки под слоем флюса.
В состав Объединённой металлургической компании Альметьевский трубный завод вошёл в 2002 году, когда ОМК выиграла на тендере приобретение 58,35 % акций завода. ЗАО “Объединенная металлургическая компания” (ЗАО “ОМК”) входит в состав предприятий ФПГ ОМК.
Во 2 квартале 2021 года АО «АТЗ» прекратит свою деятельность в качестве юридического лица. Производственные мощности, права и обязательства перед клиентами, партнёрами и сотрудниками перейдут в полном объёме к АО «ВМЗ». В Альметьевске будет создан филиал АО «ВМЗ».